# Syrische rombout
De Syrische rombout (Stylurus ubadschii) is een echte libel (Anisoptera) uit de familie van de rombouten (Gomphidae). De wetenschappelijke naam van de soort werd in 1953 als Gomphus ubadschii gepubliceerd door Erich Schmidt. De Nederlandstalige naam is ontleend aan Libellen van Europa.

## Veldkenmerken
De soort vervangt de rivierrombout (Stylurus flavipes) in Turkije en Centraal-Azië, en lijkt op  die soort. De Syrische rombout is echter iets kleiner, en de laatste achterlijfssegmenten zijn sterker verbreed, en met meer geel.
De lichaamslengte van volwassen dieren ligt tussen 44 en 51 millimeter.

## Verspreidingsgebied
Het verspreidingsgebied van deze soort is Turkije en Centraal-Azië.